# Charles Chesnais
Pour les articles homonymes, voir Chesnais.
Charles Chesnais (10 mai 1915 à Sainte-Marie (Ille-et-Vilaine) - mort le 27 juin 1946 en Indochine française) est un capitaine aviateur, as français de l'Armée de l'air pendant la Seconde Guerre mondiale, il appartenait au groupe de chasse GC 2/9.

## Biographie

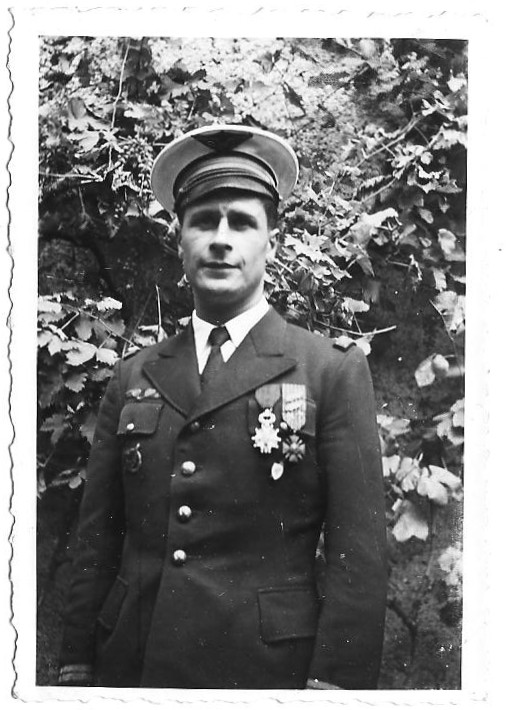
Le lieutenant Chesnais

Né le 10 mai 1915 à Sainte-Marie dans l'Ille-et-Vilaine, il devient ingénieur à l'ICAM (promotion 1935) et rejoint l'École d’Étampes puis le Bataillon de l’Air 1939. Affecté au GC 2/9 à Oran le 28 janvier 1940, puis déplacé à Marignan le 5 mai 1940, à Chateauroux le 12 mai 1940, à Buc le 19 mai 1940, il est replié à Toulouse le 25 juin 1940 et déplacé à Clermont-Ferrand le 13 août 1940. Durant les combats de la campagne de France en juin 1940, il est crédité d'une victoire et de 6 en collaboration. Il vole sur MB 152.
Détaché à l’École Supérieure d’Électricité le 21 février 1943, il lutte contre l’occupant dans les maquis bretons et rejoint la Subdivision Aérienne de Rennes le 1er mars 1944 comme Commandant du 4e Bureau. Il prend le Commandement du détachement de St Jacques de la Lande (Aérodrome de Rennes) avant d'être affecté à Meknès au Maroc le 10 octobre 1944, Alger puis Meknès à nouveau le 30 mars 1945. 
Promu Capitaine en mars 1945, il devient commandant du 2e G.A.O.A. (Groupement aérien d'Observation d'Artillerie) de Saïgon (Indochine). 
« Mort pour la France » le 28 juin 1946 à Saïgon en volant sur Morane-Saulnier MS 500 "Criquet" à 31 ans, Charles Chesnais, était le compagnon d’armes de Louis Delfino (7 victoires + 2 probables en 1940), alors Capitaine dans le Groupe de Combat de l’Air 2/9 dit « Morietur » ou « Les pouces en bas » . Fidèle en amitié, Delfino, alors dernier Commandant du Normandie-Niemen, est devenu en 1945 le parrain du fils de Charles Chesnais (Delfino, devenu Général, Inspecteur Général de l’Armée de l’air, restera en contact avec la famille Chesnais jusqu’à son décès d’une crise cardiaque le 11 juin 1968 à 56 ans).

## Décorations
- Chevalier de la Légion d'honneur
- Croix de guerre 1939–1945 avec palmes
- Croix de guerre des Théâtres d'opérations extérieurs
- 2 Citations à l’Ordre de l’Armée
- 2 Citations à l’Ordre de l’Aviation de Chasse
- Cité avec le titre d’As de 1939-1940 pour 7 victoires certaines (voir « Les Ailes de 1940 . Pilotes de Chasses dans la bataille », Annexe 4 de Patrick de Gmeline, Presses de la Cité.)